# Emil Stern
 (janvier 2020).
Si vous disposez d'ouvrages ou d'articles de référence ou si vous connaissez des sites web de qualité traitant du thème abordé ici, merci de compléter l'article en donnant les références utiles à sa vérifiabilité et en les liant à la section « Notes et références ».
Pour les articles homonymes, voir Stern.
Emil Stern, pseudonyme d'Émile Stern (né à Paris 3e le 28 avril 1913 et décédé à Cannes le 13 janvier 1997) est un compositeur, pianiste et chef d’orchestre français.

## Biographie
Né de parents roumains, Emil Stern obtient un premier prix de piano à l’issue de ses études musicales classiques au Conservatoire de Paris. 
Vers le milieu des années 1930, il est pianiste de jazz et musicien de scène, notamment pour Maurice Chevalier. Il fut ensuite l’un des artistes polyvalents (musicien, chanteur, humoriste) de l’orchestre de Ray Ventura puis, après guerre, accompagnateur, arrangeur et directeur d’orchestre pour des chanteurs-vedettes de l’époque comme André Claveau, Renée Lebas ou Jean Sablon. 
Il enregistre également, avec son orchestre, quelques disques d’ambiance ou de danse en reprenant les succès du moment de chanteurs en vogue comme Charles Aznavour, Gilbert Bécaud, Les Compagnons de la chanson, Dalida, Sacha Distel ou Édith Piaf : 
- Emil Stern Et Son Piano Magique – Danse Vol. 6 (Riviera, 1953), grand prix du disque de dance 1953
- Avec son piano magique : Vous, vous, vous, Deux amoureux… (1955)
- Sweet music : Du soleil plein la tête, Ay que je t'aime (1955)
- Avec son piano amoureux : Tête de bois, Itsi bitsi petit bikini, Verte campagne, L'Absent, Tu t’laisses aller, Les Bleuets d'azur… (1960)
- Neige, flirt et piano (Barclay)
- Musique pour Séduire (Barclay 82048)
- En t'attendant             (Barclay 82065)
- Piano rythme           (Barclay 82157)
- Bouquet de succès  (Barclay 82229)

Mais c’est en s’associant avec le parolier Eddy Marnay, au début des années 1950, qu’il va accéder à la notoriété en composant pour une multitude de chanteurs célèbres, livrant des succès populaires dont plusieurs s’inscriront au patrimoine de la chanson française : Un jour, un enfant pour Frida Boccara, La Ballade irlandaise (Un oranger) pour Bourvil, Java (Qu'est-ce que tu fais là ?) pour Lucienne Delyle, Ivan, Boris et moi pour Marie Laforêt, Tire l'aiguille (Laï, laï, laï) pour Renée Lebas, Okazou et Patchouli chinchilla pour Régine…   
Il compose également la musique du film Mazel Tov ou le Mariage de Claude Berri (1968)

## Ses interprètes (liste non exhaustive)

### Marcel Amont
- La Carriole espagnole, paroles d’Eddy Marnay (1960)
- Pizzicati-Pizzicato, paroles d’Eddy Marnay (1961)
- Dis Marie, paroles d’Eddy Marnay (1962)

### Elga Andersen
- Complainte de Berlin, paroles d’Eddy Marnay (1961)
- Monsieur Hans, paroles d’Eddy Marnay (reprise 1961)

### Michèle Arnaud
- Deux tourterelles, paroles d’Eddy Marnay (1957)
- Les Cigognes, paroles d’Eddy Marnay (1961)

### Jean Bertola
- Capitaine d’Aquitaine, paroles d’Eddy Marnay (1957)
- Tout en haut de la montagne, paroles d’Eddy Marnay (1957)

### Frida Boccara
- Un jour, un enfant, paroles d’Eddy Marnay, Grand Prix du Concours Eurovision de la chanson (1969)

### Bourvil
- La Ballade irlandaise (Un oranger), paroles d’Eddy Marnay, reprise, entre autres, par Danièle Darrieux (1958)
- La Berceuse à Frédéric, paroles d’Eddy Marnay (1959)

### André Claveau
- S'aimer d'amour, paroles d’Eddy Marnay (1955)
- La Plus jolie, paroles d’Eddy Marnay (1956)

### Les Compagnons de la chanson
- Les Compagnons de la Marjolaine, paroles d’Eddy Marnay (1962)

### Dalida
- La Montagne, paroles d’Eddy Marnay (1958)

### François Deguelt
- C’est Noël à Paris, paroles d’Eddy Marnay (1960)

### Suzy Delair
- Monsieur Hans, paroles d’Eddy Marnay (1958)

### Lucienne Delyle
- Java, paroles d’Eddy Marnay (1955) —  Grand Prix du disque 1956
- Ma p’tite polka, paroles d’Eddy Marnay (1957)

### Colette Deréal
- Vivre, cocomposée avec Eddie Barclay, paroles d’Eddy Marnay (1961)

### Rosalie Dubois
- À la Bastille, paroles d’Eddy Marnay (1960)

### Jacqueline François
- C’est fini, paroles d’Eddy Marnay (1957)
- Alexandre, paroles de Pierre Louki (1963)

### Juliette Gréco
- Guinguettes, paroles d’Eddy Marnay (1956)

### Marie Laforêt
- Ivan, Boris et moi, paroles d’Eddy Marnay (1967)

### Serge Lama
- Le Jugement dernier, paroles de Serge Lama (1965)
- Comment t'as fait ?, paroles de Serge Lama (1967)
- Un soir d'orage, paroles de Serge Lama (1969)
- Comme elles étaient belles, paroles de Serge Lama (1970)
- Avec de beaux sourires, paroles de Serge Lama (1975)
- Dis Pedro, paroles de Serge Lama (1975)
- La Guerre à vingt ans, paroles de Serge Lama (1975)
- Y'a pas à dire, paroles de Serge Lama (1975)
- Les plages blanches, paroles de Serge Lama (1978)
- On n'est pas né pour rien, paroles de Serge Lama (1978)
- Soirée sympathique, paroles de Serge Lama (1978)
- Comme papa, paroles de Serge Lama (1982)

### Renée Lebas
- Tire l'aiguille (Laï, laï, laï), cocomposée avec Eddie Barclay, paroles d’Eddy Marnay, reprise, entre autres, par Patachou (1951-1952)
- Tu n’peux pas comprendre, paroles d’Eddy Marnay (1956)
- Java, paroles d’Eddy Marnay (1956)
- Deux tourterelles, paroles d’Eddy Marnay (1956)
- Guinguettes, paroles d’Eddy Marnay (1956)
- Complainte de Paris, paroles d’Eddy Marnay (1959)
- Chanson pour Margot, paroles de Jean Dréjac (1959)

### Eddy Marnay
- Ballade Irlandaise, paroles d’Eddy Marnay (1958)
- Ça gamberge, paroles d’Eddy Marnay (1958)
- Planter café, paroles d’Eddy Marnay (1958)
- Monsieur Hans, paroles d’Eddy Marnay (1958)

### Yves Montand
- Planter café, paroles d’Eddy Marnay (1958)

### Mouloudji
- Z’yeux bleus, paroles d’Eddy Marnay (1957)

### Nana Mouskouri
- Un roseau dans le vent, paroles d’Eddy Marnay (1962)
- Sonata, paroles d’Eddy Marnay (1962)

### Jean-Claude Pascal
- Fleur du dimanche, paroles d’Eddy Marnay (1961)

### Régine
- La Cigale, paroles de Pierre Delanoë (1966)
- Il a vingt ans, paroles d’Eddy Marnay (1966)
- Okazou, paroles d’Eddy Marnay (1967)
- Le jour où tu te maries, paroles d’Eddy Marnay, du film Mazel Tov ou le Mariage (1968)
- La Saint-Nicolas, paroles d’Eddy Marnay (1968)
- Patchouli chinchilla, paroles d’Eddy Marnay (1969)
- Alors pourquoi, paroles d’Eddy Marnay (1969)
- Le Chandelier, paroles d’Eddy Marnay (1971)

### Colette Renard
- Qu'elle est belle, paroles d’Eddy Marnay (1958)
- Le soleil, paroles d’Eddy Marnay (1958)

### Jean Sablon
- Môm ! de mon cœur, musique cocomposée avec Jean Sablon, paroles de Jean Sablon et Henry-Lemarchand (1958)
- Ballade irlandaise
- Monsieur Hans

### Téréza (Tereza Kesovija)
- Un mouchoir au vent, paroles de René Rouzaud
- Et c’est pour toi, paroles de Serge Lama (1965)
- Il suffira, paroles de Serge Lama (1965)
- Tu viens de très loin, paroles de Pierre Delanoë (1966)
- Il arrivait d’Angleterre, paroles de Serge Lama (1966)
- Les Enfants de chez moi, paroles d’Eddy Marnay (1967)
- Ce matin-là, paroles d’Eddy Marnay (1967)

### Les Trois Ménestrels
- Capitaine d’Aquitaine, paroles d’Eddy Marnay (reprise, 1957)
- La vie est belle, paroles d’Eddy Marnay (1958)